# Jüdische Gemeinde Jever

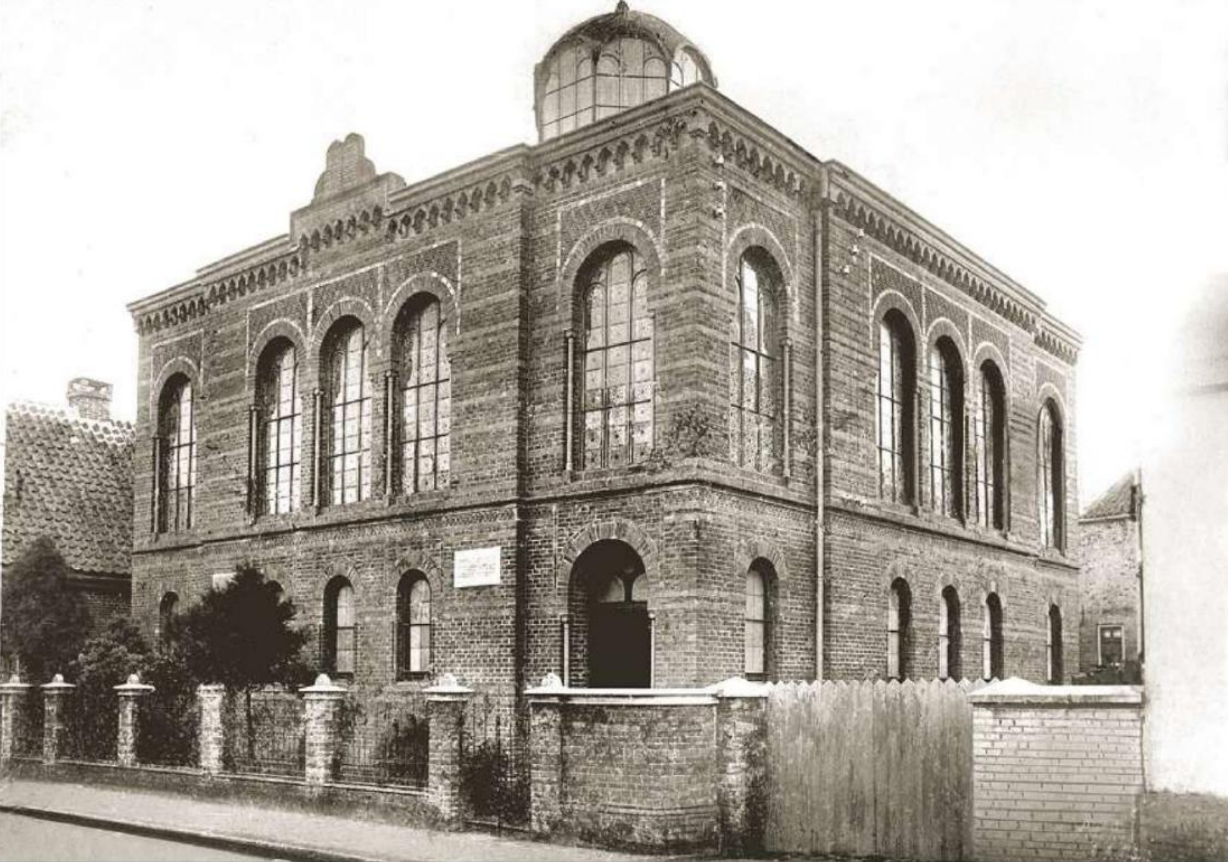
Jeversche Synagoge um 1900

Synagoge Jever – in der Reichspogromnacht 1938 zerstört

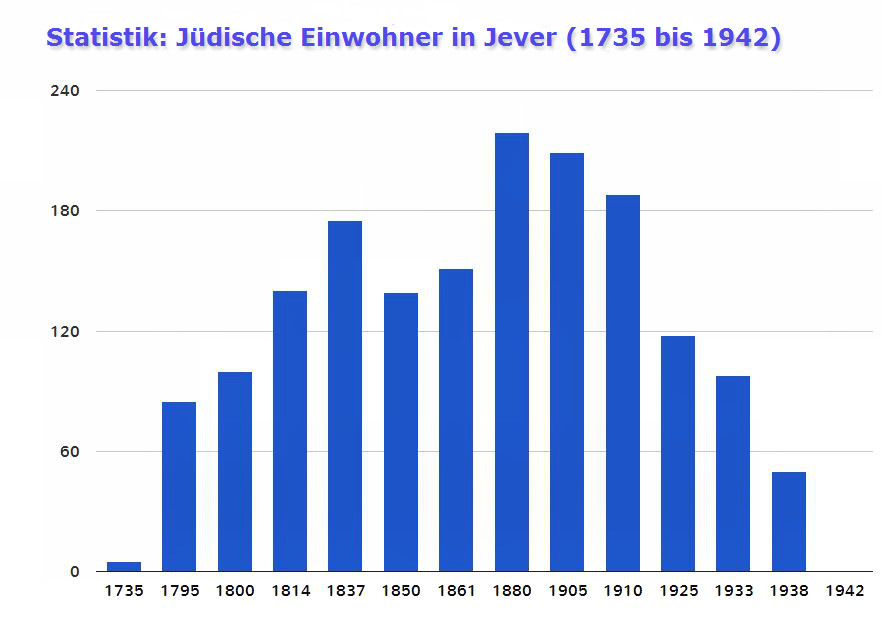
Entwicklung der jüdischen Gemeinde

Die Geschichte der Jüdischen Gemeinde Jever reichte bis in die erste Hälfte des 16. Jahrhunderts zurück. Sie endete mit der Zerstörung ihrer Synagoge in der Reichspogromnacht 1938 und den anschließenden Deportationen der jüdischen Einwohner Jevers. Von den 50 Juden, die 1938 noch in der friesländischen Kreisstadt lebten, konnten sich nur 12 durch eine Flucht ins Ausland retten.

## Geschichte
Die Erzählung von einer namentlich nicht bekannten jüdischen Heilerin, die 1497 dem jeverschen Häuptling Edo Wiemken bei einem Giftmordanschlag das Leben gerettet haben soll, gibt den ersten Hinweis auf das Vorhandensein von jüdischem Leben in Jever. Ein weiterer Hinweis ergibt sich aus einem Grundstücksverzeichnis von 1587. Hier wird ein Judenkirchhof vor den Toren der Stadt erwähnt. Ein Schutzbrief für den in Jever ansässigen Meyer Levi, ausgestellt vom Anhalt-Zerbster Fürsten Carl Wilhelm, ist jedoch das erste Indiz für eine auf Dauer angelegte jüdische Niederlassung in Jever. Der sogenannte Begnadigungsbrief ist auf den 25. Juli 1698 datiert und antwortete auf einen Antrag, in dem der genannte Meyer Levi „für sich und seine Familie“ um eine Aufenthaltserlaubnis in Jever nachgesucht hatte. Im Schutzbrief wird ihm die Erlaubnis erteilt, in der Herrschaft Jever, die damals als Exklave zu Anhalt-Zerbst gehörte, zu wohnen und sein Gewerbe auszuüben. Allerdings war diese Erlaubnis an eine Reihe von Bedingungen gebunden. So waren ihm der freie Handel und das Hausieren gestattet, verboten war aber für ihn der Erwerb von Immobilien. Meyer Levi mietete für sich und seine Familie ein Haus in der 1650 angelegten Neuen Straße und betrieb dort ein Gebrauchtwaren- und Bankgeschäft.
Nach dem Tod Carl Wilhelms (1718) verweigerte dessen Sohn und Nachfolger Johann August die Bestätigung des Schutzbriefes und schränkte die Rechte der jeverschen Juden ein. Auch die Jeversche Landschaft, die die Stände des Jeverlandes vertrat, opponierte gegen die ortsansässige Judenschaft, die sich inzwischen durch Verheiratungen der Levi-Kinder auf fünf Familien vermehrt hatte. Hinzu kam, dass die jeverschen Juden allen Bekehrungsversuchungen der evangelisch-lutherischen Landeskirche widerstanden und zudem 1725 versucht hatten, einen Betraum einzurichten und dort mit Hilfe des Neustadtgödenser Rabbiners Sabbatgottesdienste abzuhalten. Ein Laubhüttenfest im Jahr 1732 zog einen Militäreinsatz nach sich. Die für das Fest errichteten Laubhütten wurden mitsamt ihrer Einrichtung zerstört. Diese und andere Ereignisse führten dazu, dass Johann Ludwig II., der ab 1720 Oberlanddrost in Jever gewesen war und 1742 den Fürstenthron in Zerbst bestiegen hatte, die Ausweisung aller in Jever lebenden Juden verfügte. Allerdings verblieb danach die jüdische Familie Feilmann in Jever.
Erst ab 1776 verbesserte sich die Lage der jeverschen Juden. An die Stelle der restriktiven Maßnahmen trat nun die Duldung. Hartmut Peters führt diese Liberalisierung auf den Soldatenhandel zurück, den der seit 1747 regierende Fürst Friedrich August mit England betrieb und der viele auswärtige Männer in die Garnisonsstadt Jever führte, darunter auch viele Angehörige von nicht-lutherischen Glaubensgemeinschaften. Am 9. Mai des genannten Jahres wurde in der Herrschaft Jever „denen Reformierten und Katholiken und auch denen Juden“ die freie Religionsausübung eingeräumt. Daraufhin konnte am 29. September 1779 die kleine jüdische Gemeinde ihr erstes Bethaus einweihen. Es befand sich an der Schlachtstraße/Ecke Lohne im Hinterhaus eines Gebäudes, das heute noch steht. Die meisten jeverschen Juden wohnten damals in der Neuen Straße, die von der Schlachtstraße abzweigte und im Volksmund auch Judenstraße genannt wurde.
21 Jahre nach der Einweihung des ersten Bethauses – die jüdische Gemeinde zählte inzwischen rund 100 Mitglieder – konnte an der Großen Wasserpfortstraße ein Grundstück für die Errichtung einer Synagoge erworben werden. Für das Bauvorhaben wurde ein Darlehen in Höhe von 1000 Reichstalern aufgenommen, das die finanzschwache Gemeinde in den folgenden Jahrzehnten nur mit großer Anstrengung zurückzahlen konnte. Die Einweihung der neuen Synagoge erfolgte 1802. Auch wurde eine jüdische Volksschule eingerichtet, die in der ersten Hälfte des 19. Jahrhunderts von zirka 20 Schülern und Schülerinnen besucht wurde. Nachdem immer mehr Kinder aus jüdischen Familien bei den öffentlichen Schulen angemeldet wurden, entwickelte sich die jüdische Volksschule in der zweiten Jahrhunderthälfte zu einem Religionsinstitut. Zwischen 1855 und 1900 wuchs die jüdische Gemeinde Jevers von 125 auf 209 Personen und stellte damit 4 % der jeverschen Gesamtbevölkerung. Einer der Gründe für diese Entwicklung war der wirtschaftliche Aufschwung Jevers in diesen Jahren. Verantwortlich dafür war unter anderem der Anschluss Jevers an das Eisenbahnnetz. Dieser wirkte sich vor allem auf den traditionellen Vieh- und Pferdehandel positiv aus und damit auf einen Wirtschaftssektor, in dem rund 40 % der jüdischen Haushaltungen den Lebensunterhalt verdiente.
Um 1890 erfolgte ein Anschlag auf die jeversche Synagoge, in dessen Folge die Grundstücksmauer einstürzte. Die polizeilichen Ermittlungen blieben erfolglos, obwohl eine Prämie auf den oder die Täter ausgesetzt worden war. Fünf Jahre nach diesem Anschlag meldete sich beim Lehrer der jüdischen Gemeinde ein Geistlicher, der inzwischen in die Vereinigten Staaten ausgewandert war, und bekannte sich schriftlich zu diesem Anschlag. Gleichzeitig nannte er die Mittäter und bat um Vergebung, die ihm auch offiziell gewährt wurde.

## Jüdischer Friedhof Schenum
Der jüdische Friedhof in Jever-Schenum liegt an der Straße, die von Jever nach Cleverns führt. Er wurde Ende des 18. Jahrhunderts angelegt. Über den Standort des Vorgängerfriedhofs ist nichts bekannt; er lag aber wohl auch im Bereich der jeverschen Vorstadt. Auf dem Schenumer Friedhof befinden sich heute noch 220 Grabsteine. Der älteste stammt aus dem Jahr 1796, der bislang (2012) jüngste datiert von 1982. Der letztgenannte Stein trägt den Namen Fritz Levys, der als der letzte Jude von Jever gilt. Ein von seinem Bruder Erich Levy gestiftetes Mahnmal erinnert an die ehemaligen jüdischen Bürger von Jever, die in der Zeit des Nationalsozialismus ermordet wurden oder sich durch Flucht und Auswanderung in Sicherheit brachten.
In der Reichspogromnacht vom 9. auf den 10. November 1938 wurde die Synagoge an der Großen Wasserpfortstraße durch Brandstiftung völlig zerstört.

## Gedenken

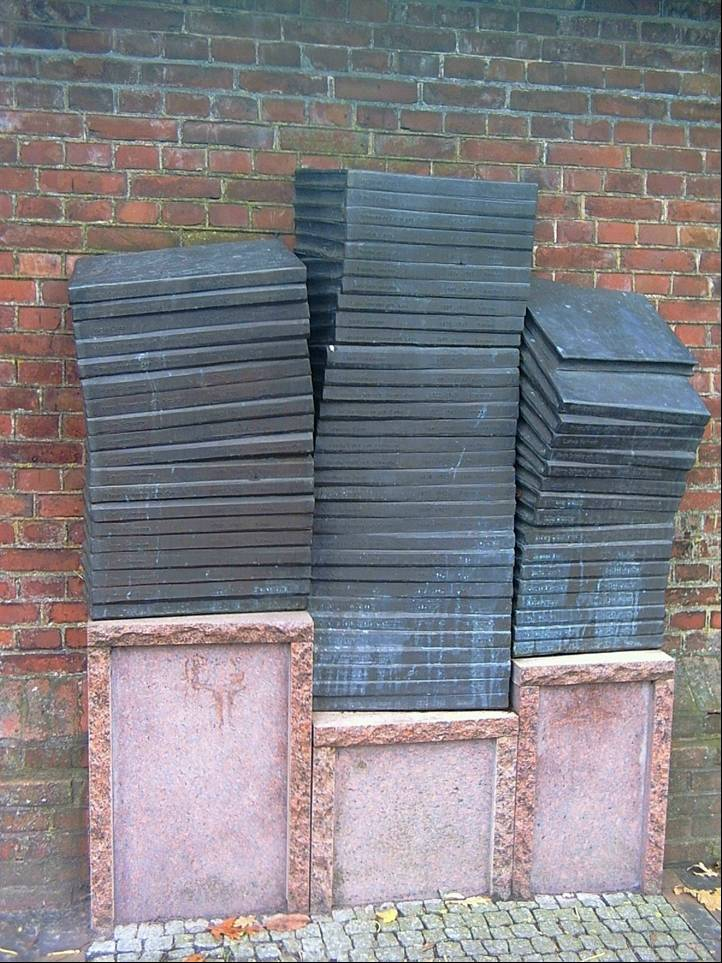
Denkmal für die ermordeten Juden von Jever

In Jever erinnern mehrere sichtbare Hinweise an die frühere jüdische Gemeinde. Dazu gehört die Bronzetafel am Standort der ehemaligen Synagoge in der Großen Wasserpfortstraße 19. In der Fräulein-Marien-Straße steht ein 1996 errichtetes Mahnmal, das an die im Holocaust ermordeten Juden aus Jever erinnert. Auf drei Stapeln von sogenannten Lebensbüchern sind 67 Namen der Opfer und der Ort ihrer Ermordung verzeichnet. Das Mahnmal wurde nach Plänen des Oldenburger Künstlers Udo Reimann errichtet.
Das Seniorenheim der Arbeiterwohlfahrt an der Anton-Günter-Straße wurde nach der Jüdin Marianne Sternberg benannt. Sie war die Mutter von Martin Sternberg, der in den 1920er Jahren durch eine großzügige Spende die Errichtung eines Altenheims ermöglichte. Der Hermann-Gröschler-Weg hält das Gedenken an den letzten Vorsitzenden der jüdischen Gemeinde wach. Bis 1933 gehörte er auch dem jeverschen Stadtrat an.
Die lokale Abteilung der Gesellschaft für Christlich-Jüdische Zusammenarbeit organisiert jährlich zur Erinnerung an die Reichspogromnacht eine besondere Gedenkveranstaltung. Sie findet jeweils am 8. November vor dem Grundstück der ehemaligen Synagoge statt. Führungen zu den Wohnplätzen ehemaliger jüdischer Jeveraner bietet die Baptistengemeinde Jever an. Sie finden mehrmals jährlich statt und werden in einem Prospekt vorgestellt.
Das Mariengymnasium hält eine Ausstellung zur Geschichte der Juden in Jever bereit. Ihre Anfänge gehen auf Recherchen in den 1980er Jahren zurück, die der Pädagoge Hartmut Peters mit Schülern und Schülerinnen der Oberstufe in der Schul- und Stadtgeschichte unternahm. Seit 2014 befindet sich die Ausstellung in einem ehemaligen Geschäftshaus, das in den Nachkriegsjahren auf dem an der Großen Wasserpfortstraße gelegenen Grundstück der in der Reichspogromnacht vernichteten Synagoge errichtet wurde. Dort wurde ein Zentrum für Jüdische Geschichte und Zeitgeschichte der Region Friesland / Wilhelmshaven errichtet. Es trägt den Namen GröschlerHaus und erinnert damit an die Brüder Hermann (1880–1944) und Julius Gröschler (1884–1944), die beiden letzten Vorsteher der jeverschen Synagogengemeinde. Beide starben im Konzentrationslager; Hermann Gröschler in Bergen–Belsen und Julius Gröschler in Auschwitz.